# Corridoio di Suwałki

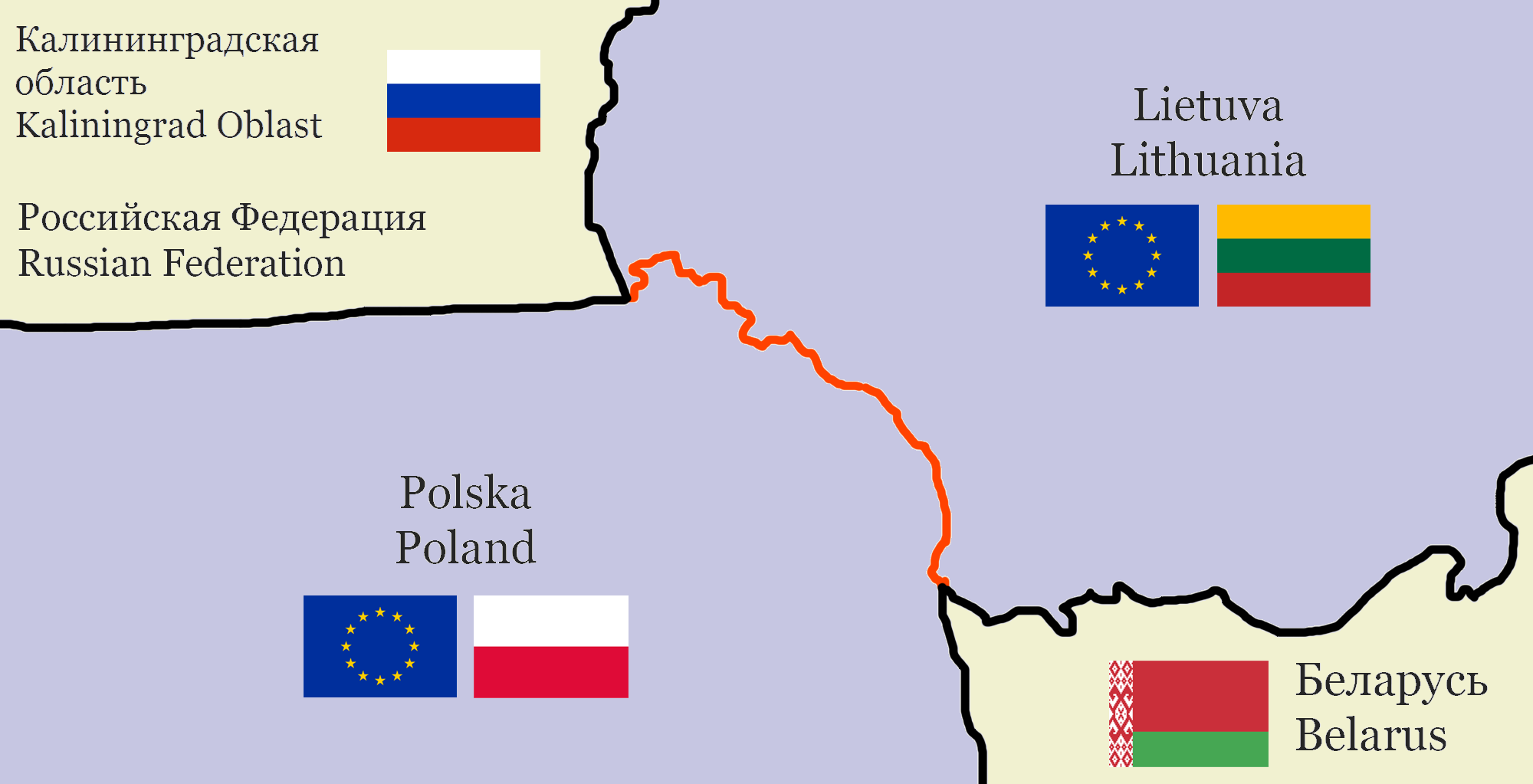
Il confine fra Lituania e Polonia (in colore arancione) attorno al quale si estende il Corridoio di Suwalki

Il corridoio di Suwałki, noto anche come breccia di Suwałki (in inglese Suwalki gap, in polacco przesmyk suwalski o korytarz suwalski; in lituano Suvalkų koridorius; in bielorusso сувалкскі калідор?, suvalkskі kalidor; in russo сувалкский коридор?, suvalkskij koridor) è un lembo di terra lungo circa 65 km posto a cavallo del tortuoso confine tra Lituania e Polonia, che prende il nome dalla città polacca di Suwałki. Questo corridoio, da quando la Polonia e i Paesi baltici hanno lasciato rispettivamente il Patto di Varsavia e l'URSS per poi aderire alla NATO e all'Unione europea, riveste una posizione importante dal punto di vista militare, geopolitico ed economico, in quanto è una rotta commerciale di grande importanza strategica per il collegamento tra l'oblast' di Kaliningrad, exclave russa, e la Bielorussia.
Questo corridoio tra Polonia e Lituania venne costituito dopo l'accordo di Suwałki del 1920, ma ebbe poca importanza nel periodo tra le due guerre poiché all'epoca i territori polacchi si estendevano più a nord-est, mentre durante la guerra fredda la Lituania faceva parte dell'Unione Sovietica e la Polonia apparteneva al Patto di Varsavia. Dopo la fine del Patto di Varsavia ed il successivo scioglimento dell'Unione Sovietica, tutti i Paesi dell'area baltica aderirono sia all'Unione europea sia alla NATO. In seguito sia la Russia sia i Paesi dell'Unione europea manifestarono un grande interesse per il corridoio e per l'utilizzo dello stesso come via di transito per merci e persone. Negli anni '90 e all'inizio degli anni 2000, la Russia tentò di negoziare la creazione di un corridoio extraterritoriale per collegare l'exclave di Kaliningrad con Hrodna in Bielorussia, ma Polonia, Lituania e Unione europea si opposero.
Le tensioni di NATO, Polonia e Lituania con la Russia per l'utilizzo del corridoio di Suwałki si intensificarono nel 2014, quando la Russia annesse la Crimea, per poi acuirsi ulteriormente dopo l'invasione russa dell'Ucraina nel febbraio 2022. Queste tensioni hanno portato nella primavera 2022 la NATO e la Lituania a rafforzare la presenza militare nell'area del corridoio e l'Unione europea nel giugno 2022 a bloccarne l'utilizzo, impedendo de facto il passaggio via terra da e per Kaliningrad, come conseguenza delle sanzioni imposte alla Russia per invasione dell'Ucraina.

## Contesto

Mappa dell'Europa, con i Paesi della NATO in blu, Russia e Bielorussia in giallo ed il confine polacco-lituano in rosso. Il corridoio di Suwałki, posto immediatamente a sud-ovest del confine, è la via terrestre più breve di collegamento tra Kaliningrad (territorio russo) e la Bielorussia (alleato della Russia)

Il corridoio di Suwałki è una zona scarsamente popolata al confine nord-orientale della Polonia, nel voivodato della Podlachia. Quest'area collinare, una delle più fredde della Polonia, si trova ai margini occidentali del bassopiano sarmatico; è attraversata da numerosi fiumi, laghi (Hańcza e Wigry, per esempio), fitte foreste (Puszcza Augustowska) e paludi, come il Parco Nazionale del Biebrza. Al suo ovest si trova la regione lacustre della Masuria. La zona è poco sviluppata: ci sono industrie oltre alle strutture connesse alla silvicoltura, la rete stradale è scarsa e l'aeroporto più vicino si trova a un centinaio di chilometri; solo due strade principali (con almeno una corsia per direzione di marcia) e una linea ferroviaria collegano la Polonia alla Lituania. La regione è abitata da minoranze etniche (ucraini, lituani e russi) mentre la maggioranza è formata da polacchi.
La Lituania e la Polonia hanno conquistato l'indipendenza all'indomani della prima guerra mondiale e hanno iniziato a combattersi per stabilire il controllo su tutto il territorio che potevano controllare militarmente.
Benché la Lituania rivendicasse la regione di Suwałki a maggioranza polacca e Vilnius, non riuscì a controllarle: Suwałki divenne territorio della Polonia a seguito dell'Accordo di Suwałki, mentre Vilnius, con un'operazione sotto falsa bandiera, veniva occupata dalle truppe del generale Żeligowski.
Nel periodo interbellico (1918-1939) la regione di Suwałki era una propaggine della Polonia, circostante la Lituania e la Prussia Orientale (all'epoca parte della Germania), piuttosto che un corridoio, e di scarsa importanza strategica.
Dopo la seconda guerra mondiale la regione di Kaliningrad (Königsberg sino al 1946) venne incorporata nell'Unione Sovietica e classificata città chiusa; la Lituania divenne una Repubblica dell'Unione Sovietica e la Polonia una repubblica popolare tra i firmatari del Patto di Varsavia. Sino alla dissoluzione dell'Unione Sovietica, l'unico vicino orientale e settentrionale della Polonia era l'URSS, quindi, come nel periodo tra le due guerre, la regione di Suwałki contava poco in termini militari. Le cose sono cambiate dal 1991, con la regione di Kaliningrad stretta tra Polonia e Lituania, entrambe entrate nell'Unione europea e nella NATO, a cui si contrappongono l'Unione Russia-Bielorussia e l'Organizzazione del trattato di sicurezza collettiva, di cui Kaliningrad è parte.
L'ex presidente estone Toomas Hendrik Ilves afferma di aver inventato il termine in lingua inglese Suwałki Gap prima del suo incontro con Ursula von der Leyen (all'epoca ministro della difesa tedesco) nell'aprile 2015 per evidenziare la vulnerabilità dell'area per i Paesi occidentali.

## Interessi civili

### Corridoio russo
La prima volta che si è discusso di un corridoio tra Kaliningrad e la Bielorussia, attraverso la Polonia, è stato nel corso di una riunione avvenuta verso la fine del 1990 tra Yuri Shemonov, presidente dell'assemblea dell'oblast' di Kaliningrad, Nikolaj Ivanovič Ryžkov, Presidente del Consiglio dei ministri dell'URSS, e Michail Gorbačëv, Presidente dell'Unione Sovietica; mentre Ryžkov era favorevole all'idea, Gorbačëv pose il veto alla proposta, esortando gli interlocutori a «smetterla di diffondere il panico».
Con la dissoluzione dell'Unione Sovietica, Kaliningrad si trovò isolata dalla Russia, quindi i russi cercarono di assicurarsi una via di transito terrestre dall'exclave alla Russia continentale attraverso la Bielorussia.
Dopo alcuni tentativi iniziali, tra cui la firma del trattato che impegnava Polonia e Russia ad aprire un valico di frontiera nei pressi di Gołdap, il governo russo annunciò l'intenzione di costruire uno speciale "corridoio di comunicazione" tra la frontiera e la città di Hrodna, in Bielorussia, giustificando la decisione con gli stretti legami economici della regione con il resto del Paese. La Russia, che aveva comunicato l'intenzione alla controparte polacca nel 1994, cercò di scavalcare la Lituania, con la quale le relazioni diplomatiche erano divenute tese. Inizialmente l'idea suscitò scarso interesse, ma ulteriori discussioni avvennero nel 1996, quando il presidente della Russia Boris El'cin dichiarò che avrebbe negoziato con la controparte polacca per chiedere il permesso di costruire un'autostrada, adducendo gli elevati costi di transito attraverso la Lituania.
In Polonia, sia i rappresentanti governativi sia l'opposizione rifiutarono la proposta. Tra i motivi c'era il fatto che per i polacchi la proposta ricordava la richiesta tedesca di un collegamento extraterritoriale attraverso il corridoio di Danzica e che fu il pretesto dell'invasione della Polonia nel 1939, e quindi percepita come pericolosa. Questa sensazione è stata amplificata dal persistente uso della parola "corridoio" da parte dei funzionari russi. Aleksander Kwaśniewski, all'epoca presidente della Polonia, espresse preoccupazione per l'impatto ambientale dell'investimento, mentre alcuni esponenti politici della coalizione di governo sostenevano che il corridoio avrebbe causato un deterioramento delle relazioni diplomatiche tra Polonia e Lituania.
È stato riferito che le autorità del voivodato di Suwałki avevano avviato colloqui sul corridoio per alleviare i problemi economici della regione e firmato un accordo con le autorità della regione di Hrodna per promuoverne la costruzione attraverso un valico di frontiera a Lipszczany, ma Cezary Cieślukowski, all'epoca voivoda di Suwałki che era visto dai media come sostenitore dell'idea, negò di aver mai appoggiato la proposta e non fu trovata nessuna prova della sua esistenza in un'indagine interna di partito.
Quando GDKiA, l'agenzia polacca responsabile della manutenzione delle strade principali, ha aggiornato i suoi piani per la rete autostradale nel 1996, la proposta di collegamento non è stata trovata.
L'argomento è ritornato nel 2001-2002, quando Polonia e Lituania stavano negoziando l'adesione all'Unione Europea. I cittadini russi di Kaliningrad si trovavano di fronte alla prospettiva di dover utilizzare passaporti e richiedere visti per attraversare il confine dei nuovi Paesi dell'Unione europea, cosa che ha suscitato indignazione nella stampa russa. La Russia ha quindi suggerito alla Commissione europea di concedere il diritto al passaggio libero di 12 ore per i cittadini di Kaliningrad attraverso corridoi speciali in Polonia e Lituania, ma questa proposta è stata respinta.
Un'altra proposta, il transito di treni sigillati, non ha avuto successo; alla fine è stato deciso di introdurre permessi speciali per i cittadini russi che viaggiano da e per l'oblast di Kaliningrad per il transito in Lituania (ma non in Polonia), noto come Documento di transito ferroviario agevolato (Facilitated Rail Transit Document, FRTD) e Documento di transito agevolato (Facilitated Transit Document, FTD), rispettivamente per i viaggi su rotaia e su strada.

### Infrastrutture

Strada europea E67

Il corridoio di Suwałki è attraversato da una importante e strategica via di comunicazione nell'ambito della rete stradale internazionale europea: la strada europea E67 o Via Baltica, formata dalla superstrada S61 per la parte polacca e dalla Magistralinis kelias A5 per la parte lituana, e fa parte del corridoio Mare del Nord-Baltico, una delle principali infrastrutture stradali della rete transeuropea dei trasporti (TEN-T), che collega la Finlandia e i Paesi Baltici al resto dell'Europa. La Superstrada S61 della Polonia è in corso di costruzione e si prevede che i lavori termineranno nel 2023. La progettazione dell'autostrada A5 lituana, sino al confine, risale al 2020-2021; il completamento dei lavori è previsto per il dicembre del 2025.
Il corridoio di Suwałki costituisce anche un ostacolo per lo spazio aereo civile dall'inizio dell'invasione russa dell'Ucraina. A causa delle sanzioni contro Russia e Bielorussia, la chiusura dello spazio aereo civile da parte della Bielorussia e le sanzioni di ritorsione da parte della Russia, l'unica possibilità per l'aviazione civile di volare dagli Stati baltici o dalla Finlandia meridionale è attraverso il corridoio di Suwałki.
Il corridoio di Suwałki è anche il percorso dell'unica linea elettrica ad alta tensione (il LitPol Link)
e dell'unica ferrovia (a binario unico, non elettrificata) che collega gli Stati baltici con il resto dell'Unione europea, in attesa della realizzazione della linea Rail Baltica. Lituania e Polonia hanno scartamento ferroviario diverso: gli Stati baltici adottano lo scartamento largo (1520 mm), come la Russia, mentre la Polonia adotta lo scartamento standard (1435 mm).
Il 1º maggio 2022 è stato inaugurato il Gas Interconnection Poland-Lithuania (GIPL), l'unico collegamento terrestre tra il sistema di gasdotti baltico-finlandese e il resto dell'Unione europea, per cui è stato riconosciuto come Progetto di interesse comune europeo.

## Interessi militari

### Storia
Molto tempo prima che il corridoio di Suwałki diventasse motivo di preoccupazione per la NATO, nella zona avvennero diverse battaglie od operazioni militari.
Durante la campagna di Russia, parte dell'esercito di Napoleone arrivò dal Ducato di Varsavia attraversando il corridoio come trampolino di lancio per l'invasione; all'inizio del 1813 i resti dell'esercito napoleonico attraversarono la zona da Kaunas verso Varsavia. Durante la prima guerra mondiale, la prima e la seconda battaglia dei laghi Masuri furono combattute nell'area. Durante l'invasione della Polonia, con la quale iniziò la seconda guerra mondiale, anche l'area di Suwałki fu coinvolta nei combattimenti, mentre nel 1944 l'Armata Rossa avanzò nella Prussia orientale ma nell'area non si registrarono battaglie rilevanti.
La Polonia e la Lituania hanno aderito alla NATO, rispettivamente, nel 1999 e nel 2004; il che comportava che l'exclave di Kaliningrad era circondata da Stati della NATO e, contemporaneamente, si era creata una strozzatura per l'alleanza militare poiché tutti i rifornimenti alle truppe via terra devono passare attraverso il corridoio di Suwałki.
In caso di invasione, gli Stati baltici sarebbero circondati dalla Russia e dalla Bielorussia. Anche se Russia e Bielorussia non occupassero il corridoio, l'area è abbastanza ridotta da consentire ai razzi a corto raggio installati in entrambi i paesi di colpire i rifornimenti via terra e anche gli itinerari alternativi, via mare o via aria, sono minacciati dai missili antiaerei e antinave di stanza nell'oblast di Kaliningrad.
A causa della sua importanza strategica per la NATO e per gli Stati baltici, il corridoio di Suwałki è stato descritto come uno dei punti caldi della NATO, il suo tallone di Achille, un nuovo varco di Fulda.
Inizialmente, questa vulnerabilità era relativamente poco preoccupante poiché, per la maggior parte degli anni '90, la Russia era in recessione, che rendeva necessari tagli al bilancio militare del paese; l'esercito russo, anche se di dimensioni significative, era scarsamente equipaggiato e aveva ridotte capacità militari. 
In quegli anni le relazioni Russia-NATO erano più cordiali, in quanto la Russia non era apertamente ostile all'Alleanza atlantica, come risulta dall'Atto istitutivo, firmato a Parigi nel 1997 (ma non ratificato), sulle relazioni reciproche, la cooperazione e la sicurezza tra la NATO e la Federazione russa; il che portava a ritenere che la Russia sarebbe diventata una democrazia e che avrebbe diminuito la presenza militare e nucleare. Sembrava quindi ragionevole l'impegno della NATO di non aprire basi permanenti a est del fiume Oder.
L'incremento qualitativo e quantitativo degli armamenti russi iniziò con l'arrivo al potere di Vladimir Putin e che il generale Valerij Vasil'evič Gerasimov ha definito "strategia di difesa attiva", corrispondente alla strategia NATO "anti-accesso/negazione d'area" (Anti-Access/Area-Denial, A2/AD). Alla fine degli anni 2010 i vertici militari russi hanno deciso l'installazione di missili Iskander a corto raggio (500 km) in grado di trasportare testate nucleari, missili antinave K-300 Bastion e P-800 Oniks e missili antiaerei S-400.
Inizialmente l'importanza del corridoio di Suwałki è stata sottovalutata dai paesi occidentali che preferivano normalizzare le relazioni con la Russia.
La maggior parte delle attività della NATO si concentrava su istruzioni ed esercitazioni piuttosto che sulla deterrenza.
Il cambiamento di prospettiva è avvenuto dopo l'aggressione russa in Ucraina, iniziata nel 2014.
Dopo il vertice del Galles del 2014 e il vertice di Varsavia del 2016, i paesi della NATO hanno concordato una maggiore presenza militare negli stati orientali dell'Alleanza, che si è concretizzata con la NATO Enhanced Forward Presence (EFP).
Nel 2018, la Polonia ha proposto di posizionare una divisione corazzata permanente nell'area di Bydgoszcz-Toruń (soprannominata "Fort Trump") con un sostegno finanziario sino a 2 miliardi di dollari, ma i vertici della NATO espressero dei dubbi perché temevano di essere in contrasto con l'Atto istitutivo del 1997, che limita la capacità della NATO di costruire basi permanenti vicino al corridoio di Suwałki.
Sebbene la base militare permanente alla fine non sia stata costruita, la situazione militare nella regione è costantemente aumentata e le tattiche di deterrenza sembrano solo aver aumentato la concentrazione della potenza di fuoco su entrambe le parti. Diverse esercitazioni militari, tra cui Zapad 2017, Zapad 2021 e Union Resolve 2022 in Bielorussia e nell'oblast di Kaliningrad e altre che non erano programmate, e le esercitazioni della NATO Iron Wolf del 2017 in Lituania, nonché alcune delle esercitazioni annuali dell'Operazione Sabre Strike, si sono svolte in aree vicine al corridoio di Suwałki.
Terminata l'esercitazione Union Resolve 2022 l'esercito russo non ha lasciato la Bielorussia e il 24 febbraio 2022 ha invaso da nord l'Ucraina. Nelle prime ore della guerra, la NATO inviò più truppe sul suo fianco orientale, sebbene insistesse che non avrebbe stabilito una presenza permanente ai confini orientali.
La situazione nell'area si è ulteriormente complicata in seguito alla dichiarazione della Lituania di vietare il transito di merci sanzionate attraverso il suo territorio verso Kaliningrad.
Con il rapido peggioramento della situazione, il ministro degli esteri lituano Gabrielius Landsbergis e la ministra degli esteri islandese Þórdís Kolbrún Gylfadóttir hanno affermato che la Russia aveva di fatto ripudiato l'accordo del 1997, come è stato affermato anche dal Vice segretario generale della NATO Mircea Geoană.

### Le forze in campo

#### Alleanza Atlantica
Dopo il 24 febbraio 2022, le unità più vicine al corridoio di Suwałki che appartengono alla NATO o ai suoi Stati aderenti sono così composte:
- 900 militari tedeschi[75] con cechi, norvegesi e olandesi, per un totale di 1 600, al fianco del Mechanised Infantry Brigade Iron Wolf[76] della Lituania, di stanza a Rukla, a 140 km dal confine.[77] La brigata è dotata di carri armati Leopard 2, blindati Marder e obici semoventi PzH 2000.[78] Una sotto unità della "Iron Wolf", la Grand Duchess Birutė Mechanized Uhlan Battalion, è basata a Alytus, a 60 km dal confine polacco-lituano. Inoltre, il Parlamento lituano ha deciso di riattivare la base militare di Rūdininkai, 35 km a sud di Vilnius e 125 km dal corridoio di Suwałki;[79] la base ha riaperto il 2 giugno 2022 e può ospitare 3 000 soldati.[80]
- A metà del 2022, 800 soldati statunitensi del 185th Infantry Regiment con la 15ª Brigata meccanizzata polacca, 400 Royal Dragoon Guards britannici, oltre a militari rumeni e croati, sono stati posizionati vicino alle città polacche di Orzysz e Bemowo Piskie,[81][82] equipaggiati con carri statunitensi M1 Abrams, T-72 nella versione polacca, Stryker, M3 Bradley, BMP-1 polacchi, missili M-92 croati e armi contraeree rumene.[36][78] Nel 2020, gli eserciti polacco e lituano hanno firmato un accordo di cooperazione ma non sono subordinate al comando della NATO.[83][84]
- Il 14th Anti-Tank Artillery Regiment polacco, di stanza a Suwałki, fornito di missili israeliani Spike-LR.[36] Nella zona di competenza polacca si trovano un reggimento di artiglieria a Węgorzewo, una brigata meccanizzata a Giżycko e un'unità antiaerea a Gołdap.[42]
- Sino a 40 000 soldati della NATO Response Force, attivata il 25 febbraio 2022 in seguito all'invasione della russa dell'Ucraina, disponibili con breve preavviso.[85]

Il 27 giugno 2022, il Segretario generale della NATO Jens Stoltenberg, in preparazione del vertice di Madrid, ha promesso più armi e truppe negli Stati baltici, aumentando la presenza della NATO a una brigata in ciascuno degli stati baltici (3 000-5 000 soldati), mentre la NATO Response Force sarà portata a 300 000 soldati.

#### Russia e Bielorussia
L'oblast' di Kaliningrad è un'area fortemente militarizzata, subordinata al Comando del Distretto Militare Occidentale, 
che ospita le forze armate meglio equipaggiate del dispositivo militare russo.
Nel periodo 1997-2010, Kaliningrad era una regione militare speciale sotto il comando unificato di tutte le forze armate della regione. Kaliningrad è il quartier generale della Flotta del Baltico e dell'11º Corpo d'armata della Marina militare russa, che ha ampie capacità di difesa aerea e le cui divisioni hanno visto un'ampia modernizzazione alla fine degli anni 2010.
Secondo Konrad Muzyka, che per il Center for Naval Analyses ha preparato uno studio dettagliato sul Distretto Militare Occidentale, le unità di stanza a Kaliningrad sono preparate per combattimenti di media intensità senza il sostegno della Russia continentale. La città di Gusev, nella parte orientale della regione, a 50 km dalla triplice frontiera di Vištytis, è la sede della 79th Motor Rifle Brigade (BMP-2 e 2S19 Msta semoventi di artiglieria) e dell'11th Tank Regiment (90 carri armati T-72B1 e T-72B3). Unità missilistiche hanno sede nell'aeroporto militare di Černjachovsk, dotata di missili balistici Iskander, mentre la maggior parte delle unità di difesa aerea (lanciarazzi multipli BM-30 Smerch e BM-27 Uragan) sono basate nelle vicinanze di Kaliningrad. Kaliningrad ospita anche le attrezzature per la guerra elettronica, nella quale le forze russe hanno ereditato molta dell'esperienza maturata in epoca sovietica e l'hanno sviluppata durante le operazioni di guerra ibrida, come nel conflitto del Donbass.
La Russia non ha mai confermato di avere testate nucleari nell'exclave, ma è risaputo che i missili Iskander sono in grado di trasportare tali armi.
Nel 2018, la Federazione degli scienziati americani ha pubblicato le foto che mostrano un deposito militare a nord-ovest di Kaliningrad che viene potenziato per consentire lo stoccaggio di armi nucleari. Anche il ministro della difesa lituano Arvydas Anušauskas ha affermato che a Kaliningrad ci sono le testate nucleari.
Il comando militare bielorusso, formalmente indipendente in quanto stato sovrano, è allineato a livello organizzativo con il comando russo e per molti aspetti dipende interamente o sostanzialmente dalle istituzioni e dalle controparti della difesa russi, mentre il costante sottoinvestimento nelle proprie forze armate ed i profondi dei legami con l'ingombrante vicino orientale hanno lasciato le forze armate bielorusse con scarse capacità offensive e l'unico ruolo possibile di supporto alle forze armate russe è la condivisione dei sistemi di difesa aerea.
La Bielorussia dispone di poche unità: il quartier generale del comando operativo occidentale e la 6ª Brigata meccanizzata, attrezzata con missili S-300, si trovano a Hrodna, mentre le operazioni aeree dipendono dalla base di Lida;
hanno ricevuto alcuni rinforzi russi prima delle esercitazioni Zapad-2021, inclusi ulteriori missili S-300 a Hrodna, ed a inizio 2022 con l'installazione di missili S-400 nella regione di Homel'.
Con il referendum del 27 febbraio 2022, voluto dal presidente Aljaksandr Lukašėnka, la Bielorussia ha abbandonato lo status di Paese non nucleare con il potenziale schieramento di armi nucleari russe.
Il 19 maggio 2022 il presidente bielorusso ha annunciato l'acquisto di missili russi Iskander e S-400.